# لری توماس (هنرپیشه)
لری توماس (انگلیسی: Larry Thomas؛ زادهٔ ۱۹۵۶ (۶۸–۶۹ سال)) یک هنرپیشه اهل ایالات متحده آمریکا است. وی از سال ۱۹۸۰ میلادی تاکنون مشغول فعالیت بوده است.
او در فیلم پستی بازی کرده است.